# Wincenty Jabłoński
Wincenty Tadeusz Marian Jabłoński (15. prosince 1863 Leżajsk – 5. května 1923 Krosno) byl rakouský právník a politik polské národnosti z Haliče, na počátku 20. století poslanec Říšské rady, po první světové válce poslanec polského Sejmu.

## Biografie
Jeho otec Leopold byl ředitelem statku hraběte Potockého. Wincenty vychodil gymnázium v Sambiru a absolvoval práva na Lvovské univerzitě, kde získal titul doktora práva. Sloužil u 85. pěchotního pluku a byl poručíkem v záloze. Profesně působil jako soudce a okresní rada v Krosně. Od roku 1907 do roku 1914 byl poslancem Haličského zemského sněmu. Po odchodu ze zemského sněmu byl jmenován prezidentem vrchního zemského soudu v Krosně. V Krosně byl i členem městské rady a mnoha veřejných spolků.
Působil i jako poslanec Říšské rady (celostátního parlamentu Předlitavska), kam usedl ve volbách do Říšské rady roku 1901 za kurii všeobecnou v Haliči, obvod Sanok, Krosno, Jasło atd. Mandát získal i ve volbách do Říšské rady roku 1907, poprvé konaných podle všeobecného a rovného volebního práva. Uspěl za obvod Halič 25. Mandát zde obhájil ve volbách do Říšské rady roku 1911.
V roce 1901 se uvádí jako oficiální polský kandidát, tedy kandidát Polského klubu. I po volbách roku 1907 a 1911 patřil do parlamentního Polského klubu.
V letech 1919–1922 zasedal coby poslanec ústavodárného Sejmu. Zde zastupoval politický subjekt Klub Pracy Konstytucyjnej.